# Al-Azhar (mešita)
Al-Azhar (arabsky الجامع الأزهر‎, česky Zářící mešita) je káhirská páteční mešita založená v nově vznikajícím městě v roce 970 generálem Džauharem. V jejím komplexu následně v roce 988 vznikla i medresa al-Azhar, patrně nejstarší kontinuálně fungující vysoká škola. V době Fátimovců zde vskvétala šíitská víra, zatímco v období Saladina naopak sunnitská.